# Stag Island
Stag Island ist eine unbewohnte Insel in der Algoa Bay. Sie zählt zu den Bird Islands (Bird-Island-Inselgruppe).
Stag Island liegt 320 m nördlich von Bird Island und ist etwa 0,1 Hektar groß.